# Yara van Kerkhof
Yara van Kerkhof (* 31. Mai 1990 in Zoetermeer) ist eine niederländische Shorttrackerin.

## Werdegang
Sie gehört seit 2005 zum niederländischen Nationalteam. Zwei Jahre später gewann sie über 500 m erstmals einen nationalen Meistertitel. Im Oktober 2010 bestritt sie schließlich in Montreal ihr Weltcupdebüt. In ihrer ersten Weltcupsaison war ihr bestes Ergebnis in einem Einzelrennen ein elfter Rang über 500 m beim Weltcup in Dresden. In Changchun erreichte sie außerdem mit der Staffel das Finale und erreichte als Dritte ihr erstes Weltcuppodest. Van Kerkhof startete mit der Staffel außerdem bei der Europameisterschaft in Heerenveen und gewann mit ihren Staffelkolleginnen die Goldmedaille. Anschließend überraschte die Staffel mit dem Gewinn der Silbermedaille auch bei der Weltmeisterschaft in Sheffield. Bei der Europameisterschaft 2012 in Mladá Boleslav konnte sie mit der Staffel den Titel verteidigen.
In der Saison 2017/18 gewann van Kerkhof bei den Weltmeisterschaften 2018 in Montreal die Silbermedaille mit der Staffel und bei den Europameisterschaften 2018 in Dresden die Silbermedaille über 1500 m. Beim Saisonhöhepunkt, den Olympischen Winterspielen 2018 in Pyeongchang, errang van Kerkhof mit der Silber- ihre erste Olympiamedaille in der Disziplin über 500 m. Mit der Staffel holte sie dort die Bronzemedaille. Im Weltcup belegte sie in Seoul den dritten Platz über 1000 m und den ersten Rang mit der Staffel und erreichte zum Saisonende den neunten Platz im Weltcup über 500 m und den fünften Rang im Weltcup über 1000 m. In der Saison 2018/19 siegte sie in Almaty und in Turin mit der Staffel. Zudem belegte sie in Dresden mit der Staffel und in Calgary über 500 m jeweils den zweiten Platz und erreichte den vierten Platz im Weltcup über 1000 m. Bei den Europameisterschaften 2019 in Dordrecht gewann sie die Goldmedaille mit der Staffel. Im Mehrkampf errang sie dort den 16. Platz. In der folgenden Saison kam sie über 500 m dreimal auf den zweiten Platz und belegte damit den dritten Platz im Weltcup. über 500 m. Zudem holte sie zwei Siege und einen zweiten Platz mit der Staffel. Bei den Europameisterschaften 2020 in Debrecen gewann sie die Goldmedaille mit der Staffel und errang im Mehrkampf den 12. Platz.
Auch van Kerkhofs Schwester Sanne ist eine erfolgreiche Shorttrackerin.

## Weltcupsiege

### Weltcupsiege im Einzel
| Nr. | Datum             | Ort    | Disziplin |
| --- | ----------------- | ------ | --------- |
| 1.  | 18. Dezember 2022 | Almaty | 500 m     |

### Weltcupsiege im Team
| Nr. | Datum             | Ort         |
| --- | ----------------- | ----------- |
| 1.  | 10. Februar 2013  | Dresden 1   |
| 2.  | 5. Februar 2017   | Dresden 2   |
| 3.  | 19. November 2017 | Seoul 2     |
| 4.  | 9. Dezember 2018  | Almaty 2    |
| 5.  | 10. Februar 2019  | Turin 2     |
| 6.  | 9. Februar 2020   | Dresden 2   |
| 7.  | 16. Februar 2020  | Dordrecht 2 |
| 8.  | 31. Oktober 2021  | Nagoya 3    |
| 9.  | 21. November 2021 | Debrecen 3  |
| 10. | 28. November 2021 | Dordrecht 3 |
| 11. | 5. Februar 2023   | Dresden 3   |
| 12. | 29. Oktober 2023  | Montreal 4  |
| 13. | 10. Dezember 2023 | Peking 4    |
| 14. | 17. Dezember 2023 | Seoul 5     |
| 15. | 11. Februar 2024  | Dresden 3   |

## Persönliche Bestzeiten
- 500 m      42,530 s (aufgestellt am 9. April 2022 in Montreal)
- 1000 m    1:28,101 min (aufgestellt am 10. November 2018 in Salt Lake City)
- 1500 m    2:18,181 min (aufgestellt am 12. November 2016 in Salt Lake City)
- 3000 m    5:09,536 min (aufgestellt am 5. Januar 2014 in Amsterdam)